# Godela Orff-Büchtemann
Godela Orff-Büchtemann (* 21. Februar 1921 in München; † 6. April 2013 in Unteralting, Oberbayern) war eine deutsche Bühnenschauspielerin sowie Dozentin für Sprecherziehung und Sprachgestaltung.

## Leben
Godela Orff-Büchtemann war eine Tochter des Komponisten Carl Orff und der Opernsängerin Alice Solscher (1891–1970). Schon in ihrer Kindheit war Godela eine Besucherin in Unteralting, wo ihre Großeltern väterlicherseits ein Haus in dem Grafrather Ortsteil Weil hatten.
Sie entschied sich für die Schauspielerei. 17 Jahre lang arbeitete sie am Bayerischen Staatsschauspiel in München. Im Alter von 18 Jahren war sie festes Mitglied dieses Theaters. 1947 brachte sie Die Bernauerin zur Uraufführung, das bayerische Schauspiel, das ihr Vater für sie geschrieben hatte. Drei Jahre lang arbeitete sie für Kindersendungen im Bayerischen Fernsehen. Danach war sie sieben Jahre als Pädagogin und Dozentin am Orff-Institut des Mozarteums in Salzburg tätig und trat als Erzählerin auf Aufnahmen der Reihe Musica Poetica – Orff-Schulwerk in Erscheinung. Später war sie an einigen Hochschulen und Instituten an der Ausbildung von Pädagogen, Sängern, Rednern und Schauspielern beteiligt. 1992 verfasste sie die Autobiografie Mein Vater und ich, die drei Auflagen erreichte.

## Publikationen
- Mein Vater Carl Orff und ich. Henschelverlag, Berlin 2008, ISBN 978-3-89487-627-2 ← dritte Auflage
- als Hörbuch: Godela Orff liest ihr Buch Mein Vater Carl Orff und ich. Die Biografie einer faszinierenden Vater-Tochter-Beziehung. Mit Ausschnitten aus Werken und Lesungen von Carl Orff (3 CD). Verlag Leipzig; Frankfurt am Main 2019

## Hörspiele (Auswahl)
- 1948: Anton Tschechow: Der Bär – Regie: Walter Ohm (Hörspielbearbeitung – Radio München)[2]